# Vantskruv

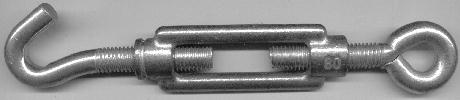
Liten vantskruv (80 mm)

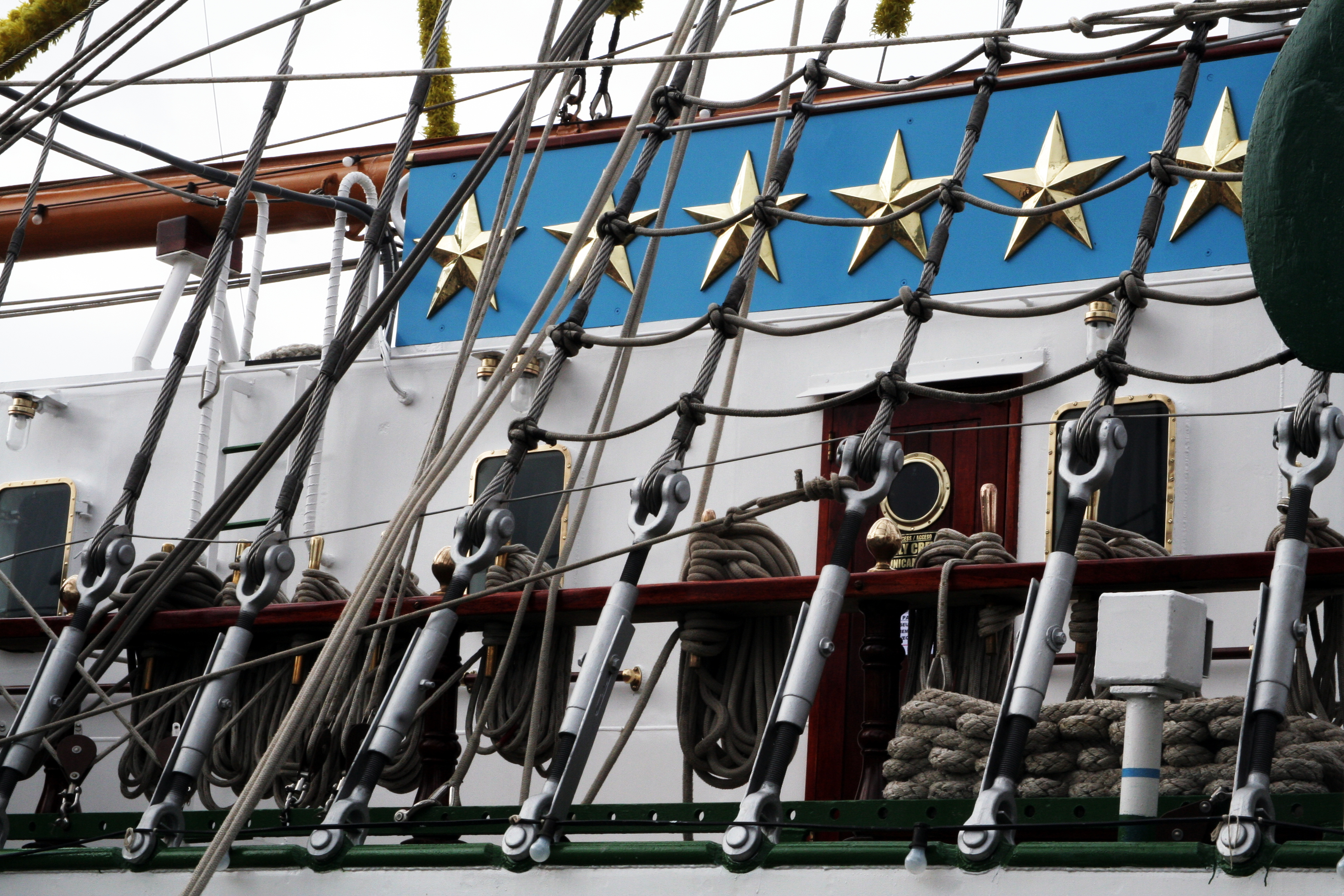
Vantskruvar vid relingen på ett segelfartyg

En vantskruv är en så kallad förbandsskruv som används för att spänna och kunna justera vant, stag eller andra vajrar och linor.
Vantskruven består av två öglor, en i vardera ändan, som vanten eller stagen är fästa vid. Ett vanligt sätt att fästa stagen är att trä dem igenom vantskruvens öglor och fästa dem i sig själva med hjälp av ett replås. Öglorna sitter på två längre skruvar, varav den ena är högergängad och den andra vänstergängad, så att vantskruven kan spännas utan att vanten vrids.
Mitt emellan öglorna finns en "vante" som fungerar som en stor och lång mutter. Genom att vrida på vanten gängas ögleskruvarna in eller ut. På så sätt förkortas eller förlängs vantskruvens hela längd, vilket får till följd att vantskruven fungerar som en spännare eller lösgörare av den med vantskruven fästa vajern eller linan.
Vanliga användningsområden är att spänna stag på båtar och att spänna eller lösgöra linor eller tråd till stängsel.
Vid slutet av 1800-talet började vantskruvar ersätta vantjungfrurna, en speciell talja, som tidigare använts för att fästa vanten i röst respektive märs.